# Шараев, Николай Семёнович
Николай Семёнович Шараев (1916—1998) — советский партийный деятель, председатель Смоленского горисполкома.

## Биография
Николай Шараев родился 19 мая 1916 года в деревне Беседка (ныне — Ершичский район Смоленской области). Окончил среднюю школу и медицинский техникум, после чего работал фельдшером Починковской районной больницы, начальником санитарной части в одном из учреждений города Рославля. В 1939 году Шараев стал секретарём Рославльского горкома комсомола, в 1941 году — секретарём Смоленского обкома комсомола.
В начале Великой Отечественной войны Шараев был призван на службу в Рабоче-крестьянскую Красную Армию. Служил инструктором политуправления Западного фронта. В мае 1942 года по распоряжению Смоленского обкома ВКП(б) Шараев был направлен в немецкий тыл в качестве комиссара Воргинской партизанской бригады имени С. Г. Лазо. Участвовал в боевых операциях против оккупантов.
После освобождения Смоленской области Шараев был направлен на партийную работу. Занимал должности первых секретарей в ряде районов Смоленской области, затем работал председателем Смоленского и Ярцевского горисполкомов, заместителем председателя Смоленского облисполкома. Позднее Шараев перешёл на хозяйственную работу, возглавлял Смоленский областной льнотрест и Смоленскую городскую типографию. Являлся автором книги «Пригорьевская операция» и соавтором книги «Война народная».
Скончался 21 июля 1998 года, похоронен на Новом кладбище Смоленска.
Почётный гражданин Рославля. Был награждён орденами Ленина, Красного Знамени, Трудового Красного Знамени и Отечественной войны 2-й степени, рядом медалей.
Жена — педагог, партизанка Великой Отечественной войны, депутат Верховного Совета РСФСР Зоя Дмитриевна Шведова.